# دالم (نیدرزاکسن)
دالم (به آلمانی: Dahlem) یک شهر در آلمان است که در Dahlenburg واقع شده‌است. دالم ۵۲۷ نفر جمعیت دارد.